# Korçë (okres)
Okres Korçë (albánsky Rrethi i Korçës) je jedním z šestatřiceti albánských okresů. V roce 2004 v něm včetně řecké a aromanské menšiny žilo 194 000 obyvatel na rozloze 2 180 km². Nachází se na jihovýchodě země, jeho hlavní městem je Korçe. Je druhým největším okresem v Albánii.
Na severu hraničí se Severní Makedonií, na východě s Řeckem, na jihovýchodě s okresem Devoll, na jihozápadě s okresy Kolonjë a Përmet a na západě s okresy Gramsh a Skrapar. Dalším městem v okresu je Maliq.